# Allison Miller (Schauspielerin)

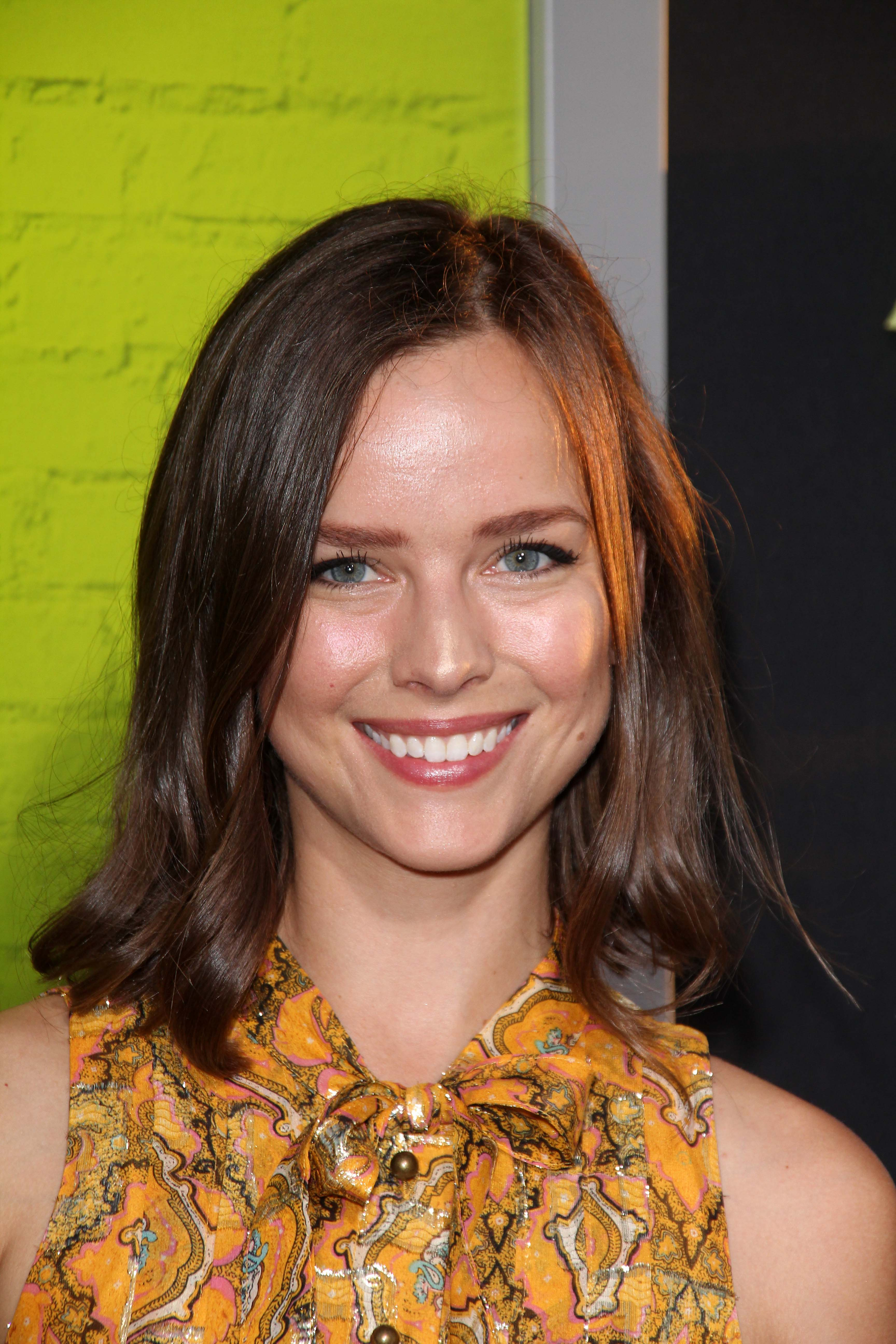
Allison Miller (2012)

Allison Miller (* 2. September 1985 in Rom, Italien) ist eine US-amerikanische Schauspielerin und Sängerin. Bekannt wurde sie durch ihre Rolle als Michelle Benjamin in Kings und als Skye Tate in Terra Nova.

## Leben
Allison Miller wuchs unter anderem in Kentucky, Pennsylvania und Florida auf und studierte an der University of Florida sowie am Rhodes College. 2004 erreichte sie in der VH1-Casting Show zur Neuauflage der 1970er-Serie Die Partridge Familie das Finale um die Rolle der Laurie. Die Rolle ging jedoch letztlich an Emma Stone. 2006 zog Miller nach Hollywood. Im selben Jahr spielte sie die Lucy in Lucy’s Piano und hatte mehrere Gastauftritte in verschiedenen Fernsehserien.
2009 erhielt Miller die Hauptrolle der Michelle Benjamin in der kurzlebigen NBC-Serie Kings. Sie spielte ebenfalls 2009 in der Realverfilmung zu Blood: The Last Vampire und im Film 17 Again – Back to High School mit. 2011 war sie als Skye Tate in der Fox-Science-Fiction-Serie Terra Nova zu sehen. Von 2012 bis 2013 hatte sie in der Comedyserie Go On die Nebenrolle von Carrie, Ryan Kings (Matthew Perry) Assistentin, inne. 2014 spielte sie zusammen mit Zach Gilford im Horrorfilm Devil’s Due – Teufelsbrut das Ehepaar Zach und Samantha McCall, das während ihrer Flitterwochen in der Dominikanischen Republik Teil eines merkwürdigen Rituals wird.

## Filmografie
- 2006: Lucy’s Piano (Kurzfilm)
- 2006: General Hospital (Fernsehserie, eine Folge)
- 2006: Mind of Mencia (Fernsehserie, eine Folge)
- 2006: Cold Case – Kein Opfer ist je vergessen (Cold Case, Fernsehserie, eine Folge)
- 2006: CSI: NY (Fernsehserie, eine Folge)
- 2006: Desperate Housewives (Fernsehserie, eine Folge)
- 2007: Take
- 2007–2008: Boston Legal (Fernsehserie, zwei Folgen)
- 2009: 17 Again – Back to High School (17 Again)
- 2009: Blood – The Last Vampire
- 2009: Kings (Fernsehserie, 12 Folgen)
- 2010: Some of the Parts (Kurzfilm)
- 2010: Betwixt (Fernsehfilm)
- 2011: Pro-Semitism: Psychotherapy (Kurzfilm)
- 2011: Terra Nova (Fernsehserie, 13 Folgen)
- 2012: Private Practice (Fernsehserie, eine Folge)
- 2012: FCU: Fact Checkers Unit (Fernsehserie, eine Folge)
- 2012–2013: Go On (Fernsehserie, 17 Folgen)
- 2014: Devil’s Due – Teufelsbrut (Devil’s Due)
- 2014: There’s Always Woodstock
- 2014: Bad Teacher (Fernsehserie, eine Folge)
- 2014: Selfie (Fernsehserie, drei Folgen)
- 2016–2017: Incorporated (Fernsehserie, 10 Folgen)
- 2018: Tote Mädchen lügen nicht (13 Reasons Why, Fernsehserie, 12 Folgen)
- 2018–2023: A Million Little Things (Fernsehserie)
- 2020: About us
- 2020: Psych 2: Lassie Come Home (Fernsehfilm)
- 2024: Law & Order (Fernsehserie, eine Folge)
- 2024: Boundary Waters